# Kägelberget
Kägelberget är ett naturreservat som omfattar berget med samma namn i Leksands kommun i Dalarnas län.
Området är naturskyddat sedan 2004 och är 312 hektar stort. Reservatet består främst av gamla tallar.